# Benvenuto Italo Castellani
Benvenuto Italo Castellani (Cortona, 1º luglio 1943) è un arcivescovo cattolico italiano, dal 19 gennaio 2019 arcivescovo emerito di Lucca.

## Biografia
Nasce a Cortona, allora sede vescovile in provincia di Arezzo, il 1º luglio 1943.

### Formazione e ministero sacerdotale

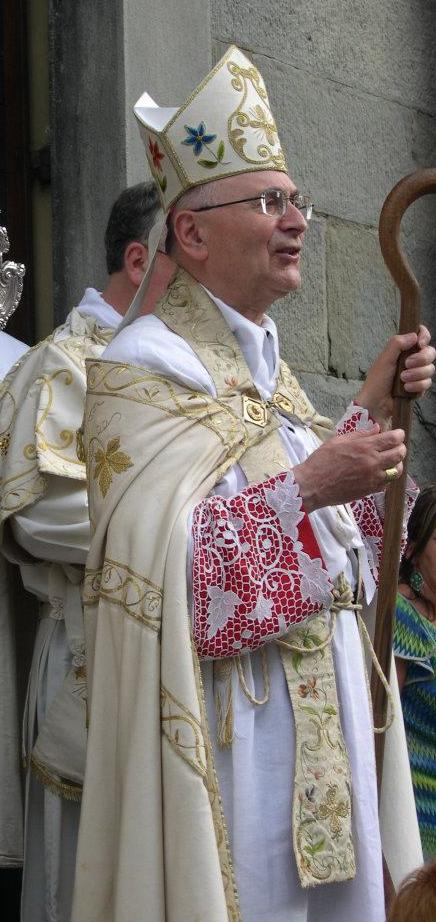
Mons. Castellani durante una celebrazione liturgica

Entra nel seminario diocesano e frequenta il liceo ed i primi anni di teologia dai padri redentoristi di Cortona, mentre gli ultimi due anni presso il seminario di Arezzo.
Il 15 giugno 1969 è ordinato presbitero per la diocesi di Cortona dal vescovo Giuseppe Franciolini.
Completa gli studi conseguendo la licenza in teologia presso la Pontificia Università Lateranense a Roma e la laurea in scienze sociali presso l'Università degli Studi di Trento. Partecipa ai corsi di sociologia della religione organizzati dall'Università Cattolica di Lovanio come uditore. Nel 1973 è nominato parroco di Fratticciola, frazione di Cortona. Dal 1982 al 1987 insegna pastorale presso la Pontificia Università Lateranense a Roma.
Dal 1987, con l'istituzione della diocesi di Arezzo-Cortona-Sansepolcro, è assistente dell'AGESCI, vicario episcopale per la pastorale, direttore del centro nazionale vocazioni e parroco della concattedrale di Cortona. Nel 1995 è nominato vicario generale della diocesi. Insegna religione nelle scuole medie; discipline economiche e giuridiche nelle scuole superiori.

### Ministero episcopale
Il 19 aprile 1997 papa Giovanni Paolo II lo nomina vescovo di Faenza-Modigliana; succede a Francesco Tarcisio Bertozzi, deceduto il 16 maggio 1996. Il 15 giugno 1997 riceve l'ordinazione episcopale, nel duomo di Cortona, dal cardinale Camillo Ruini, co-consacranti i vescovi Flavio Roberto Carraro e Giovanni D'Ascenzi. Il 29 giugno prende possesso della diocesi.
Nel 2000 inaugura a Faenza il Museo diocesano d'arte sacra, volto a valorizzare e conservare il patrimonio artistico della cattedrale e delle chiese diocesane.
Il 31 maggio 2003 papa Giovanni Paolo II lo nomina arcivescovo coadiutore di Lucca; il 13 settembre successivo prende possesso dell'arcidiocesi.
Il 22 gennaio 2005 succede alla medesima sede, in seguito alla rinuncia per raggiunti limiti di età dell'arcivescovo Bruno Tommasi.
È stato presidente della commissione episcopale per il clero e la vita consacrata e della commissione mista vescovi-religiosi-istituti secolari nella Conferenza Episcopale Italiana.
Il 19 gennaio 2019 papa Francesco accoglie la sua rinuncia, presentata per raggiunti limiti di età; gli succede Paolo Giulietti, fino ad allora vescovo titolare di Termini Imerese ed ausiliare di Perugia-Città della Pieve. Rimane amministratore apostolico dell'arcidiocesi fino all'ingresso del successore, avvenuto il 12 maggio seguente.

## Genealogia episcopale
La genealogia episcopale è:
- Cardinale Scipione Rebiba
- Cardinale Giulio Antonio Santori
- Cardinale Girolamo Bernerio, O.P.
- Arcivescovo Galeazzo Sanvitale
- Cardinale Ludovico Ludovisi
- Cardinale Luigi Caetani
- Cardinale Ulderico Carpegna
- Cardinale Paluzzo Paluzzi Altieri degli Albertoni
- Papa Benedetto XIII
- Papa Benedetto XIV
- Papa Clemente XIII
- Cardinale Bernardino Giraud
- Cardinale Alessandro Mattei
- Cardinale Pietro Francesco Galleffi
- Cardinale Giacomo Filippo Fransoni
- Cardinale Carlo Sacconi
- Cardinale Edward Henry Howard
- Cardinale Mariano Rampolla del Tindaro
- Cardinale Gennaro Granito Pignatelli di Belmonte
- Cardinale Pietro Boetto, S.I.
- Cardinale Giuseppe Siri
- Cardinale Giacomo Lercaro
- Vescovo Gilberto Baroni
- Cardinale Camillo Ruini
- Arcivescovo Benvenuto Italo Castellani